# Chapelle Notre-Dame-de-Roumé
La chapelle Notre-Dame de Roumé est un édifice religieux situé dans la commune de Cieutat.

## Localisation
La chapelle est isolée dans la campagne, en bordure de la D120, à 1 km au sud du village.

## Historique

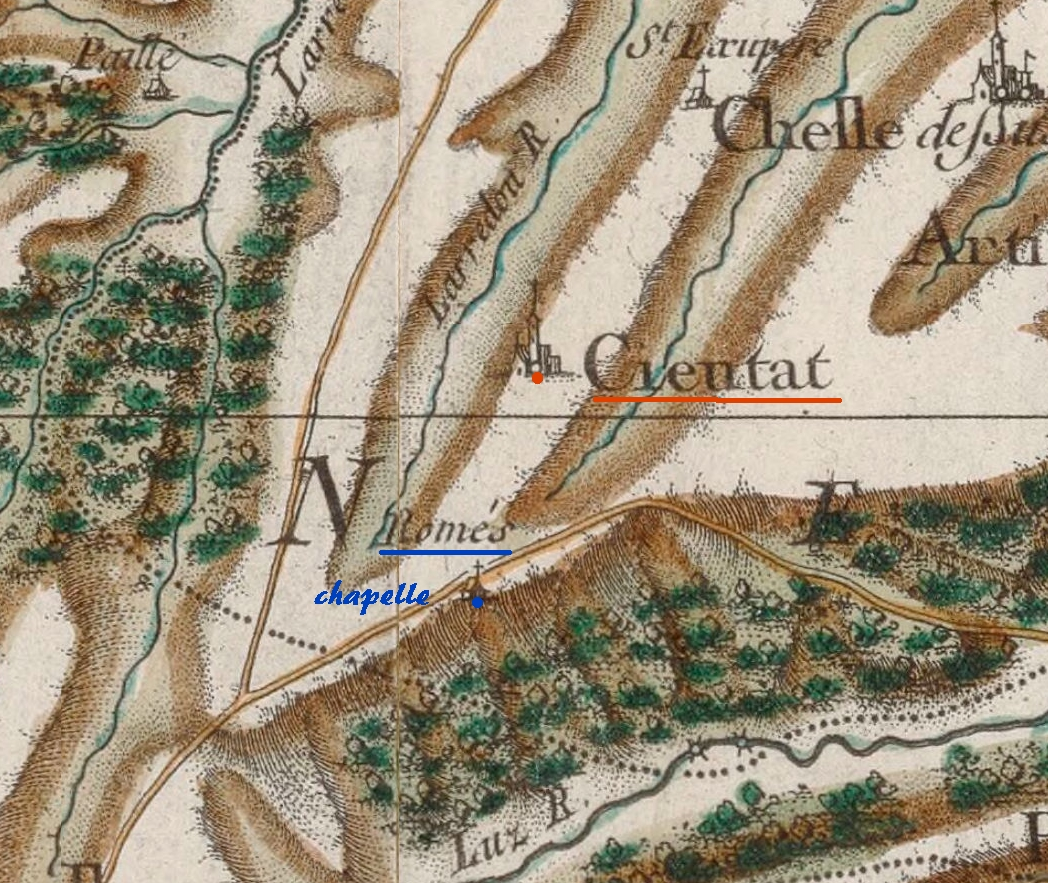
Carte de Cassini du XVIIIe siècle: la chapelle est dénommée Romés.

Cette chapelle romane, dédiée à Notre-Dame, a connu plusieurs périodes de construction (XVIe siècle, XVIe siècle et XIXe siècle).

Son nom viendrait de Cami roumiou, route qu'empruntaient les pèlerins de Saint-Jacques de Compostelle.

Inscrite monument historique en 1956, elle a été restaurée en 1985.

## Architecture
La chapelle est édifiée sur un petit monticule et est entourée d'un muret de pierres sèches. Elle mesure 16 m de long sur 6 de large.
L'appareil de maçonnerie est en pierre de taille, moellons et aussi galets.
De plan trapézoîdal, elle se termine par un chevet à trois pans.
La facade aveugle,comporte un clocher-mur avec  une baie occupée l'unique cloche.

## Intérieur de la chapelle
Mobilier intérieur classé :
- Le retable et la statue de la Vierge à l'enfant
- le pupitre d'autel
- la croix d'autel
- les canons d'autel

## Galerie

Sélection de vues de la chapelle
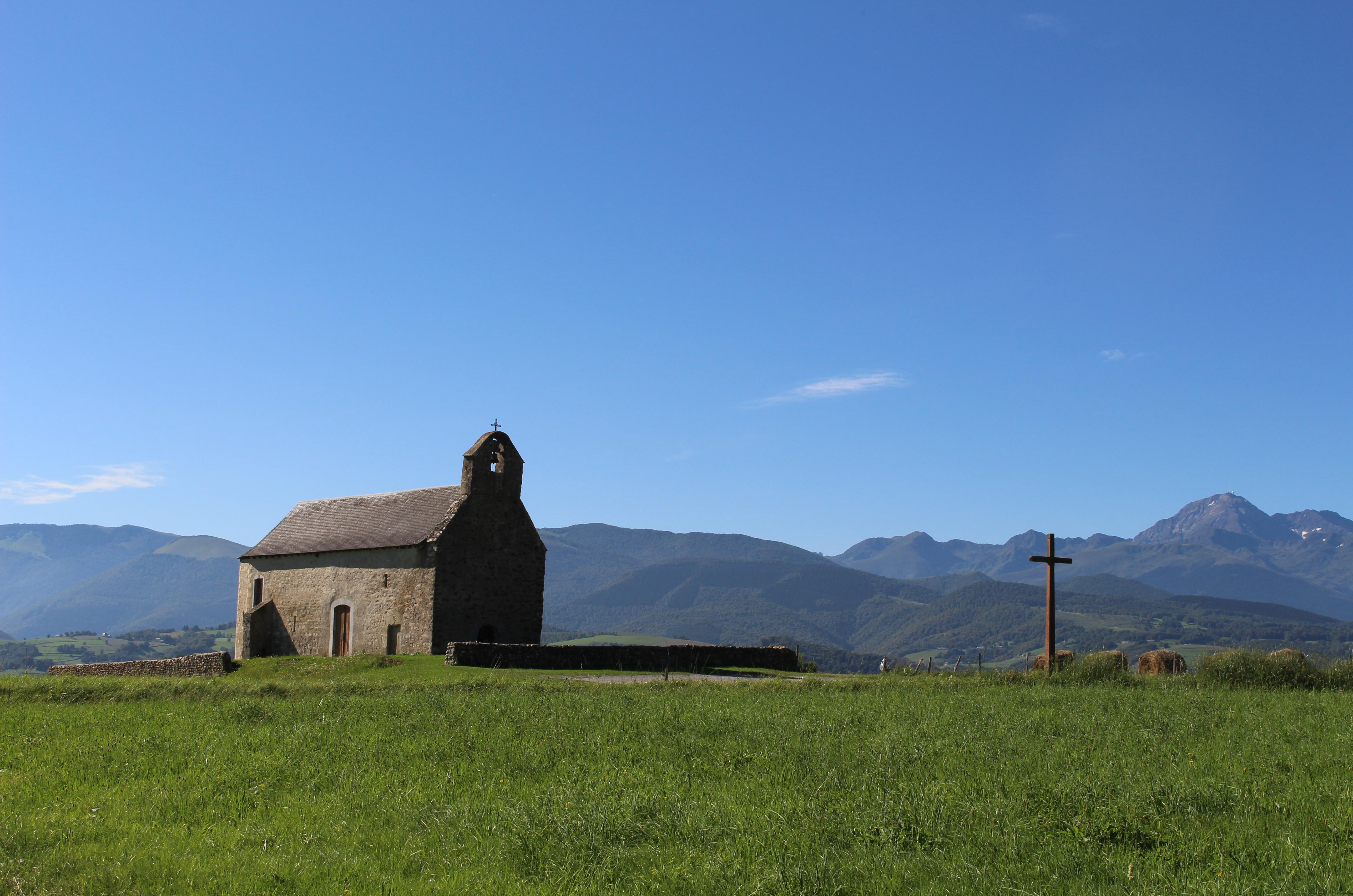
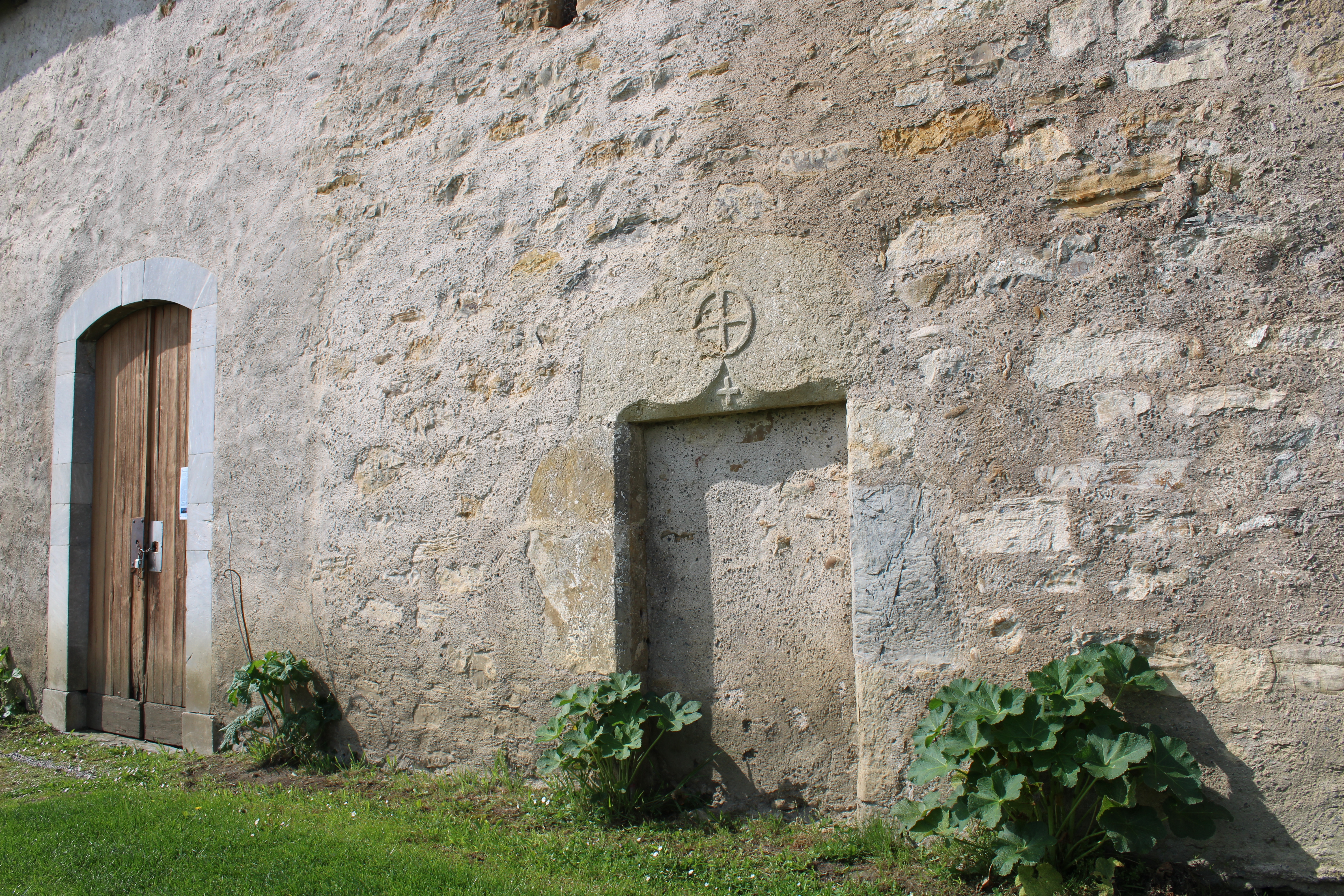
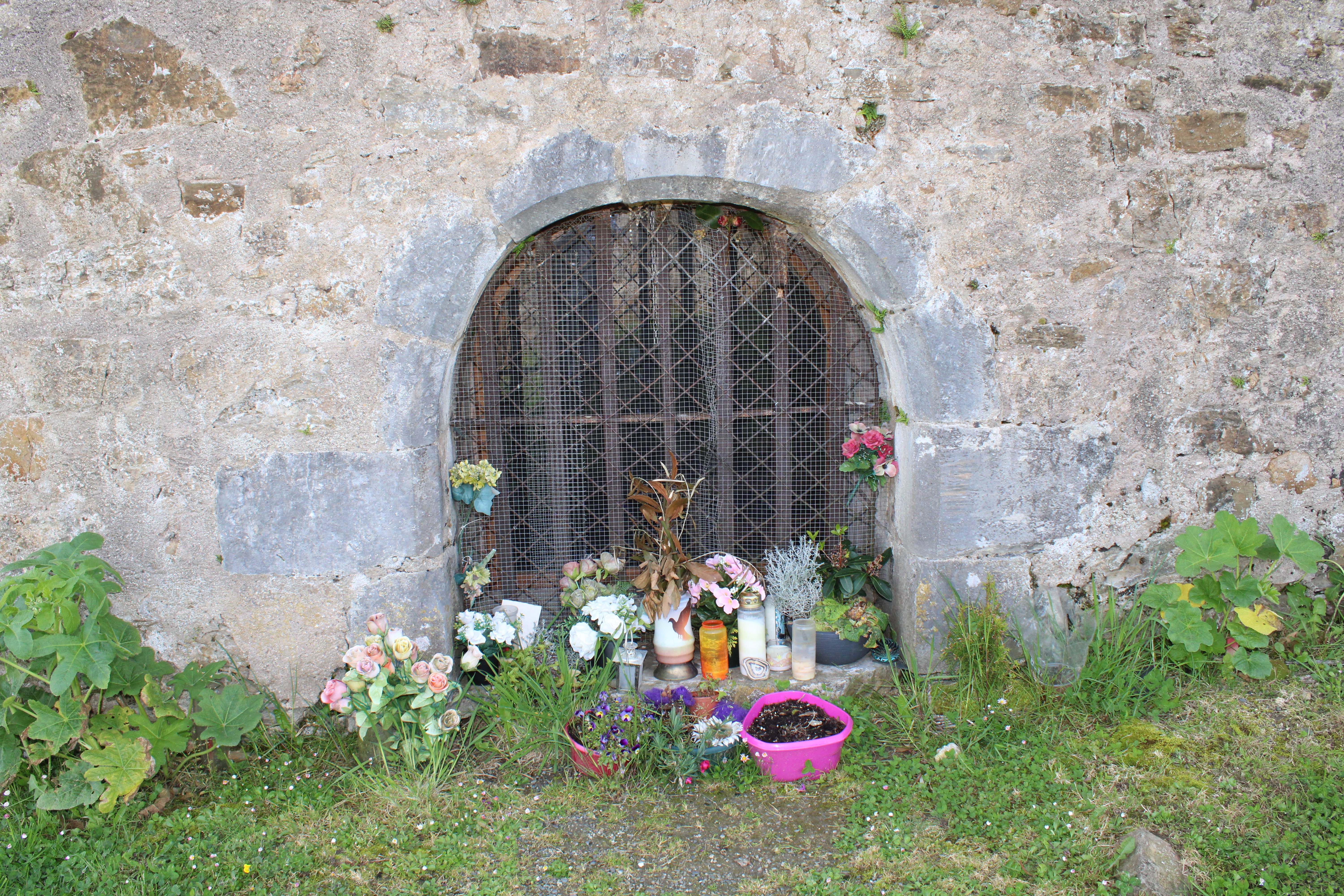
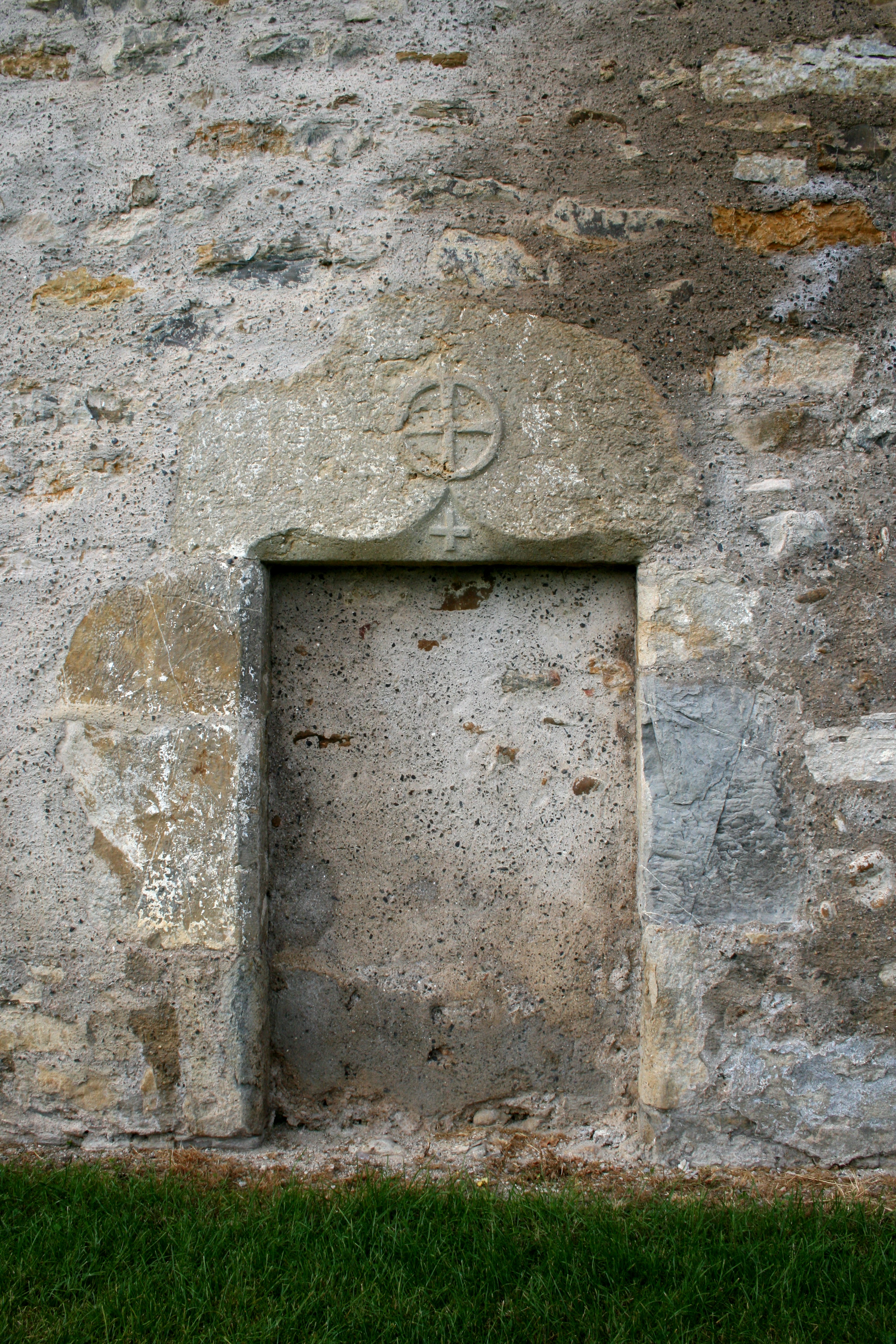
Ancienne porte murée surmontée d'un chrisme.
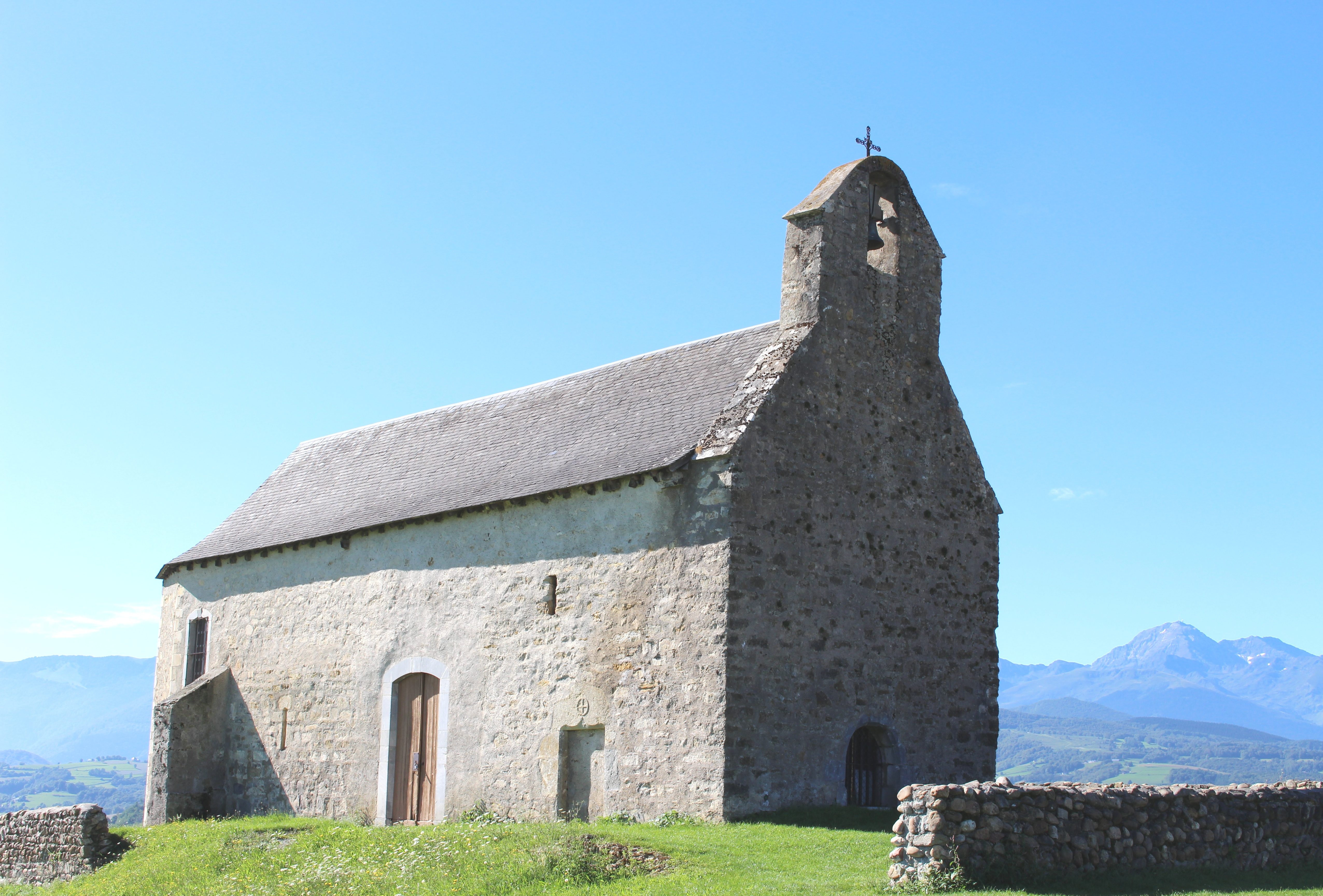
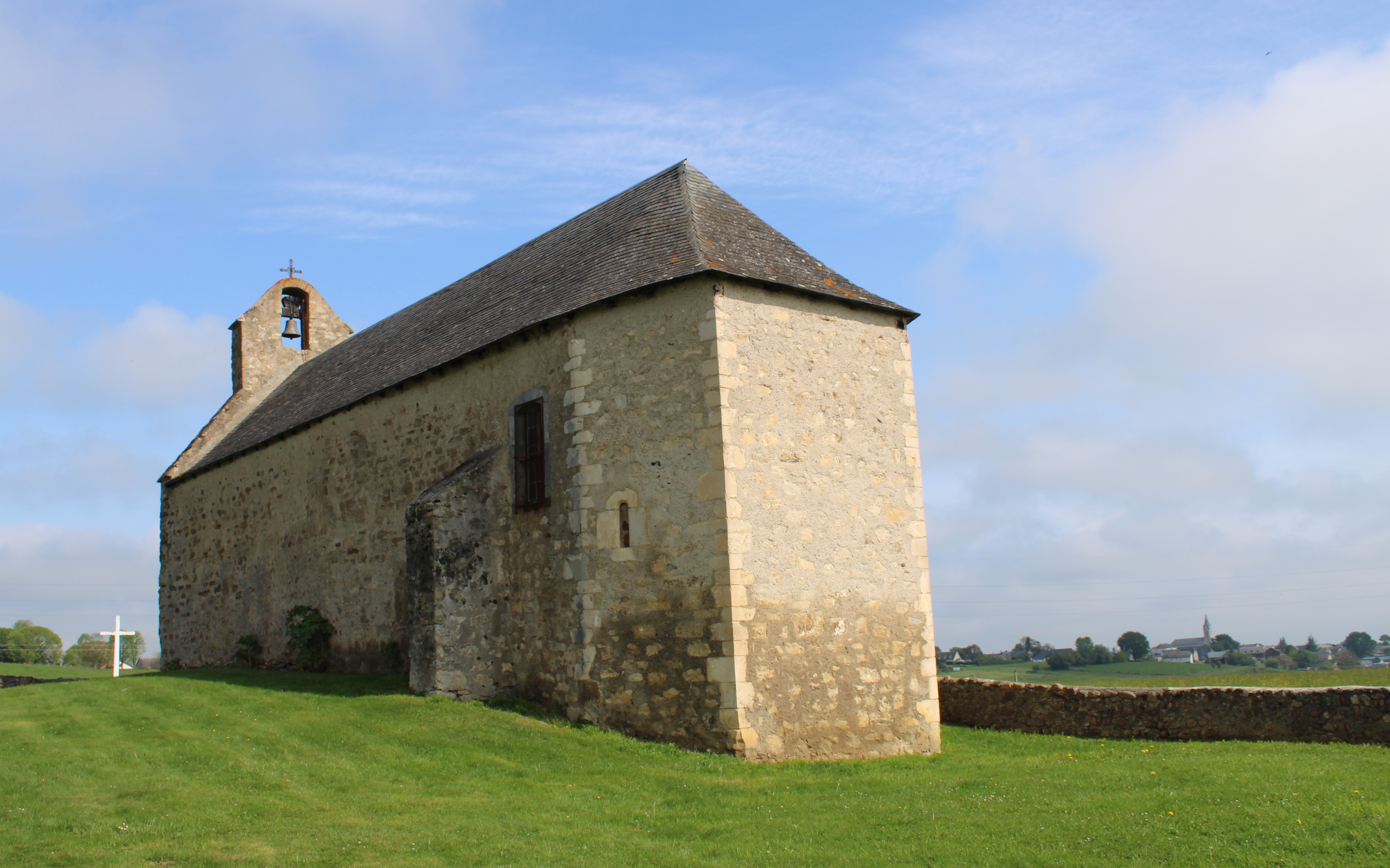
Le chevet à trois pans.